# Iwan Awgustowitsch Time

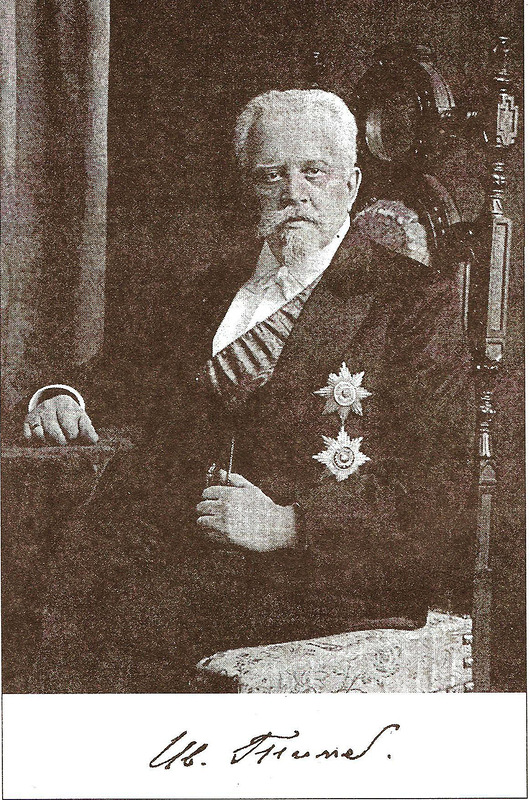
Iwan Awgustowitsch Time

Iwan Awgustowitsch Time (russisch Иван Августович Тиме; * 11. Julijul. / 23. Juli 1838greg. in Slatoust; † 5. November 1920 in Petrograd) war ein russischer Bergbauingenieur und Hochschullehrer.

## Leben
Times sächsischer Vater Karl August Thieme (1794–1869) hatte an der Universität Leipzig Medizin studiert und lebte ab 1824 in Russland. Nach bestandener Prüfung an der Medizinisch-Chirurgischen Akademie in St. Petersburg trat er als Arzt in den staatlichen Militärmedizinischen Dienst und wurde Arzt des 2. Kadettenkorps. 1827 nahm er die russische Staatsbürgerschaft an und heiratete Alexandra Adolfowna Agthe, Tochter des Chefs der Slatouster Hüttenwerke Adolf Agthe und Absolventin des St. Petersburger Katharina-Instituts. Im April 1828 wurde die Tochter Anna geboren, und Anfang 1829 wurde Thieme in den Ural in die Rastorgujew-Hüttenwerke der Permer Bergbau-Verwaltung geschickt. Im Dezember 1929 wurde Thieme zur Slatouster Waffenfabrik versetzt. Dort wurden die Kinder Wladimir (1830–1833), Georgi, Jelisaweta (1832–?), Nikolai (1833–1834?), German (1835–1915), Alexandra (1836–?) und Iwan geboren. 1939 wurde Thieme zum Inspektor der Nowgoroder Ärzteverwaltung ernannt, nachdem er an der Universität Kasan mit Erfolg seine Dissertation für die Promotion zum Doktor der medizinischen Wissenschaften. In Nowgorod wurde im Januar 1840 die Tochter Sofja geboren. Im selben Jahr wurde Thieme mit seiner Familie in den Adelsstand aufgenommen und im 3. Teil des Adelsstammbuch des Gouvernements Orenburg verzeichnet.
Iwan Time begann mit acht Jahren Geige zu spielen, was dann sein lebenslanges Hobby wurde. Er studierte in St. Petersburg am Institut des Bergbauingenieurkorps mit Abschluss 1858.
Darauf arbeitete Time in Jekaterinburg in einer Maschinenbau-Fabrik. Er baute eine Goldwäscherei-Anlage im Werk Berjosowski und eine Puddel- und Schweißanlage im Werk Nischne-Issetski in Jekaterinburg. Er wurde Chefmechaniker der Uraler Hüttenwerke und des Bergbau-Bezirks Jekaterinburg. 1864 wurde er zum Studium des Bergbaus und des Bergbau-Maschinenbaus ins Ausland geschickt. Nach der Rückkehr 1867 arbeitete er im Gießerei-Werk Lugansk und im Werk Lissitschansk im Donbass.
1870 wurde Time Professor am St. Petersburger Bergbau-Institut (bis 1915), das 1866 aus dem Institut des Bergbauingenieurkorps entstanden war und an dem sein älterer Bruder Georgi Mathematik lehrte. Von 1873 bis zur Oktoberrevolution 1917 war Time Mitglied des Bergbau-Wissenschaftskomitees und Berater des St. Petersburger Münzhofs. 1893 wurde er zum Geheimrat (3. Rangklasse) ernannt.

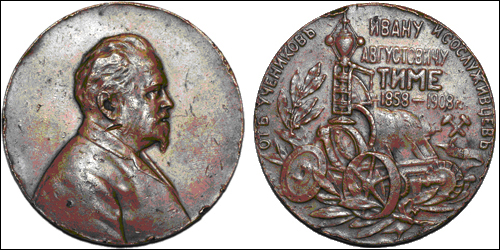
Goldmedaille zu Times 50-jährigem Dienstjubiläum 1908

Time stellte die russische Bergbau-Mechanik auf wissenschaftliche Grundlagen. Er entwickelte theoretisch begründete Berechnungsmethoden für die Konstruktion von Dampfhämmern, Walzwerken, Wasserturbinen und anderen Maschinen der Bergbau-Industrie. Er hielt Vorlesungen über Hydraulik, Dampfmaschinen und Dampfkessel. Er entwickelte Empfehlungen für die Nutzung der Wasserkraft in der Hüttenindustrie. Zusammen mit Michail Andrejewitsch Schatelen projektierte er und baute dann eine der ersten Stromleitungen in Russland.
Nach der Oktoberrevolution wurde Time eingeladen, in der Petrograder Abteilung für Wissenschaft und Technik des Obersten Rats für Volkswirtschaft zu arbeiten.
Time war verheiratet mit Warwara Walerjanowna geborene Fenina (1852–1928) und hatte drei Töchter und einen Sohn, der Bergbauingenieur wurde. Die jüngsten Töchter Anna (1877–1972) und Jelisaweta (1884–1968) waren Schauspielerinnen. Der Enkel Dmitri Alexandrowitsch (1906–1986) wurde Ingenieur und heiratete die Künstlerin Marina Georgijewna Blok.
Time wurde auf dem Smolensker Friedhof begraben.

## Ehrungen
- Orden der Heiligen Anna III. Klasse (1868), II. Klasse (1877), I. Klasse (1896)[3]
- Sankt-Stanislaus-Orden II. Klasse (1870), II. Klasse mit kaiserlicher Krone (1874), I. Klasse (1889)[3]
- Orden des Heiligen Wladimir III. Klasse (1886), II. Klasse (1900)[3]
- Kaiserlich-Königlicher Orden vom Weißen Adler (1904)[3]